# Audiophil (Zeitschrift)
audiophil ist ein Magazin für klassische Musik, Jazz und Rock/Pop im deutschsprachigen Raum. Neben Musikerporträts und Interviews mit Künstlerpersönlichkeiten aus Klassik, Jazz und Rock/Pop findet der Leser in jeder Ausgabe CD-, DVD-, Hörbuch- und Buch-Rezensionen, Kulturreisen, Messe-Rückblicke, Veranstaltungshinweise, Tests und Vorstellungen von HiFi- und High-End-Komponenten.
Das Magazin erscheint seit Ende 2013 dreimonatlich im Einzelhandel und wird unter anderem bei jpc und WOM (World of Music) vertrieben. Zudem ist das Magazin auch als E-Book verfügbar.